# Hofpfalzgraf
Ein Hofpfalzgraf (comes palatinus oder comes palatii oder palatii comes, von lateinisch Comes „Begleiter, Gefährte“, und palatinus „der im Palast bzw. Hofe“ oder palatii „des Palastes bzw. Hofs“) war im Spätmittelalter und der Frühen Neuzeit ein besonders privilegierter Amtsträger. Hofpfalzgrafen spielten besonders nach Ernennung durch Könige und den Kaiser im Rechtswesen des Heiligen Römischen Reichs eine Rolle, doch wurden entsprechende Amtsträger auch durch den Papst und den osmanischen Sultan ernannt.

## Königliche Hofpfalzgrafen
Im fränkischen Reich der Merowinger Ende des 6. Jahrhunderts hatte der königliche Hofpfalzgraf (Comes palatii regis) vor allem administrative und richterliche Befugnisse. Im 7. Jahrhundert übernahmen die Hausmeier die Verwaltungsaufgaben, die Hofpfalzgrafen blieben vor allem Beisitzer und Vertreter des Königs am Hofgericht. Den Verhandlungen wohnte er als Urkundsperson bei. Auf sein Referat hin wurden in der Kanzlei die Hofgerichtsurkunden ausgefertigt. Nachdem unter den Karolingern eine eigene Hofgerichtsschreiberei eingerichtet worden war, wurde diese dem Hofpfalzgrafen unterstellt. Alle Eingänge gingen durch seine Hand, er hielt darüber dem König Vortrag. In weniger wichtigen Sachen führte er selbst den Vorsitz am Hofgericht. Diese Tätigkeit der Hofpfalzgrafen am Hofgericht verschwand in der nachkarolingischen Zeit etwa mit dem Jahre 1014.

## Kaiserliche Hofpfalzgrafen

### Funktion
Ein kaiserlicher Hofpfalzgraf (Comes palatinus Caesareus) wurde im Heiligen Römischen Reich durch die Verleihung des sogenannten Palatinats ernannt. Dieses stellte ein Privileg zur Ausübung einiger ansonsten dem Kaiser vorbehaltenen Rechte (kaiserlicher Reservatrechte) dar. Dabei wurde je nach dem Umfang der verliehenen Rechte unterschieden in:
- Großes Palatinat (comitiva maior): territorial nicht begrenzt, auch erblich, auch mit der Befugnis, Pfalzgrafen mit comitiva minor einzusetzen;[2]
- Kleines Palatinat (comitiva minor): territorial begrenzt, nicht erblich.[3]

Der Umfang der exekutiven und judikativen Rechte des Hofpfalzgrafen wurde in der Ernennungsurkunde, der Comitiv (lateinisch comitiva), die manchmal über 30 Seiten lange Aufzählungen enthielt, jeweils eigens festgelegt. Zu den Reservatrechten, welche die römisch-deutschen Kaiser durch die Hofpfalzgrafen ausüben ließen, gehörten beispielsweise:
- die Erteilung von Gnadenakten, so die Verleihung von Adels- und  Wappenbriefen, akademischer Würden („Bullendoktoren“, „Bullenmagister“),[4] und der Dichterkrone
- die Ernennung von Notaren (jus creandi notarios)
- gewisse Fälle der freiwilligen Gerichtsbarkeit, so die Legitimation unehelicher Kinder, Volljährigkeitserklärung, Adoptionsbestätigung, Beglaubigung von Testamenten

Die Ernennung zum Hofpfalzgrafen war auch wirtschaftlich von Interesse, weil für die Durchführung der genannten obrigkeitlichen Amtshandlungen Gebühren erhoben werden konnten.

### Entwicklung
Das Hofpfalzgrafenamt als Staatsamt ist im fränkischen Reich der Merowinger Ende des 6. Jahrhunderts entstanden, die endgültige Ausformung der Hofpfalzgrafenwürde im Heiligen Römischen Reich über mehrere Zwischenstufen geht zurück auf Kaiser Karl IV., der vor allem an die Funktionen der Hofpfalzgrafen im Hofgericht anknüpfte. Die Hofpfalzgrafen wurden vom Kaiser für die einzelnen Territorien ernannt. Vor allem Landesherren wie beispielsweise Fürsten und Herzöge erhielten das Große Palatinat. Hofpfalzgrafen mit Kleinem Palatinat übernahmen hingegen zunehmend die Rolle lokaler Amtsträger, vergleichbar in etwa heutigen Beamten. Ab dem Ende des 15. Jahrhunderts wurde die Hofpfalzgrafenwürde („dignitas comitiva“) immer häufiger verliehen, gleichzeitig erhöhte sich der Anteil jener Hofpfalzgrafen mit Kleinem Palatinat, die eine universitäre Ausbildung als Juristen nicht vorweisen konnten. So wurde die Comitiva minor auch Domherren, Rektoren, Dekanen und ganzen Fakultäten, Bürgermeistern und ganzen Stadträten wie dem Bremer und Leipziger verliehen. Anfangs bedurfte es zur Verleihung des Kleinen Palatinats der Empfehlung beispielsweise durch Fürsten oder Inhaber des Großen Palatinats. Später konnten die Interessenten selbst um die Verleihung des Kleinen Palatinats ersuchen und zahlten bei Erfolg eine Gebühr. Schließlich konnte das Kleine Palatinat gegen Bezahlung erworben werden. Es kam zu umfangreichem wirtschaftlichem Missbrauch der Privilegien, so war besonders das Recht zum Ernennen von Magistern, Doktoren (doctores bullati), Notaren, Stadtschreibern und Sekretären recht einträglich, zumal wenn es auch Personen betraf, die zwar keine ausreichende Ausbildung besaßen, aber hohe Gebühren an den ernennenden Hofpfalzgrafen zahlten.
Der Gießener Professor Wilhelm Friedrich Hezel beispielsweise geriet wegen seiner freizügigen Vergabe akademischer Titel als Hofpfalzgraf in einen heftigen Konflikt mit seinen Kollegen. Die Verleihung der Privilegien im Namen des Kaisers wurde aber auch durch die zunehmend vom Kaiser selbständig werdenden Landesherrn als Eingriff in ihre Rechte empfunden, die Ausübung der Privilegien daher argwöhnisch kontrolliert. Einige Landesherren, vor allem Kurfürsten, versagten schließlich den Amtshandlungen der Hofpfalzgrafen grundsätzlich die Anerkennung, so zeitweise in Brandenburg. Der König in Preußen untersagte um 1700 den kaiserlichen Hofpfalzgrafen in seinem Herrschaftsbereich das Ernennen von Notaren und Legitimieren Unehelicher. So erhielt der dem preußischen Staat durchaus treu gesinnte Justus Henning Böhmer, Hofpfalzgraf in Halle, wegen einer Legitimation 1716 einen Verweis. Der König in Preußen machte auch der Universität Halle in der Ausübung ihrer Hofpfalzgrafenrechte Auflagen. Auch mussten Legitimationen durch Hofpfalzgrafen trotz des kaiserlichen Privilegs vorher durch den jeweiligen König genehmigt werden oder wurden kurzerhand durch ihn nachvollzogen. Angesehene Gelehrte verschwiegen wegen des Missbrauchs durch Dritte ihren Besitz der Würde. In seiner Blütezeit trug das Hofpfalzgrafen-Privileg Wesenszüge des Beamtentums. Mit zunehmender Ausbildung einer von Beamten getragenen staatlichen Verwaltung verlor das Amt schließlich an Bedeutung. Mit der Auflösung des Heiligen Römischen Reichs 1806 erlosch die Funktion.

## Päpstliche Hofpfalzgrafen
Hofpfalzgrafen wurden nicht nur durch den römisch-deutschen Kaiser ernannt, sondern auch durch den Papst. Ein päpstlicher Hofpfalzgraf (Comes palatinus Lateranus, manchmal findet sich auch die Bezeichnung Graf des Lateranensischen Palastes) verfügte über vergleichbare Rechte wie ein kaiserlicher Hofpfalzgraf. Diese päpstlichen Amtsträger wurden entweder direkt vom Bischof von Rom oder einen in seinem Namen handelnden päpstlichen Legaten ernannt.
Beispielsweise ernannte Papst Leo X. 1514 alle kurialen Kanzleischreiber zu Comites aulae Lateranensis und verlieh ihnen die Rechte von Hofpfalzgrafen.

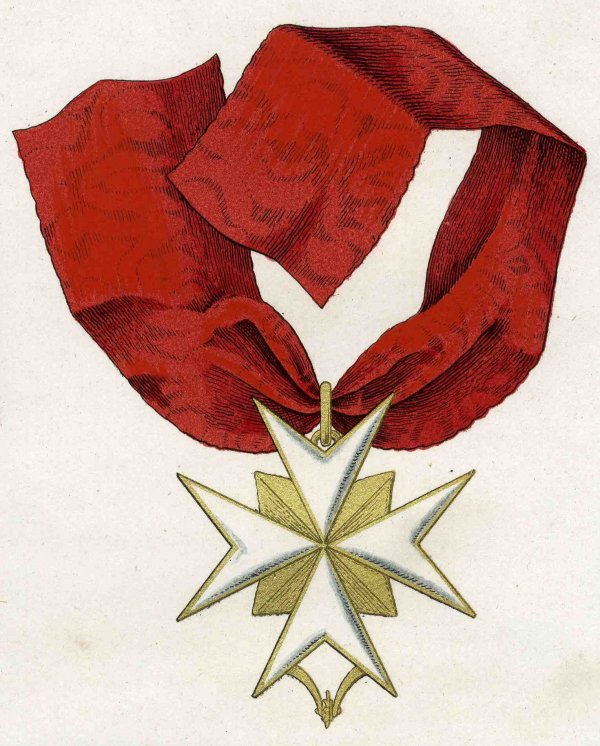
Orden vom Goldenen Sporn

Die Ernennung zum päpstlichen Hofpfalzgrafen war traditionell auch mit der Verleihung des päpstlichen Ordens vom Goldenen Sporn verbunden. Ein Beispiel dafür ist der brandenburgische Hofbaumeister Christian Eltester (1671–1700), der für seine Arbeiten am päpstlichen Palazzo Montecitorio 1694 mit dem Orden vom Goldenen Sporn ausgezeichnet wurde. Johann Georg von Toggenburg (1765–1847) wurde 1796 von Papst Pius VI. zum Ritter [vom Goldenen Sporn] und Grafen von Lateran ernannt. Die Praxis wurde 1815 eingeschränkt und 1841 unter Papst Gregor XVI. aufgehoben.
Ein Hofpfalzgraf, der sowohl die kaiserliche und die päpstliche Ernennung besaß, war Comes palatinus imperiali et papali auctoritate (Hofpfalzgraf aufgrund kaiserlicher und päpstlicher Ermächtigung).

## Osmanische Hofpfalzgrafen
Als Nachfolger der byzantinischen Kaiser verlieh nach der Eroberung Konstantinopels (1453) auch der osmanische Sultan den Titel eines Hofpfalzgrafen.
So wurde Giovanni Bellini (1430–1516) nicht nur 1469 von Kaiser Friedrich III. (1415–1493), sondern auch 1481 von Sultan Mehmet II. (1432–1481) zum comes palatinus ernannt.